# الساعات (فلم)
الساعات  (بالإنجليزية: The Hours) هو فيلم دراما أُصدر في المملكة المتحدة والولايات المتحدة سنة 2002. الفيلم من كتابة ديفيد هير،إخراج ستيفن دالدري وبطولة ميريل ستريب، نيكول كيدمان، جوليان مور.

## القصة
تركز القصة على حياة ثلاث نساء من أجيال مختلفة وترتبط حياتهن برواية السيدة دالواي من كتابة فيرجينيا وولـف، هناك كلاريسا فوغان تقطن بمدينة نيويورك وتحاول إعداد حفلة لصديقها القديم ريتشارد المصاب بالإيدز؛ لورا براوس وهي ربة منزل حامل تعيش في كاليفورنيا وتعاني من زواج غير سعيد؛ وهناك فيرجينيا وولف التي تعاني من الاكتئاب ومرض عقلي بينما تحاول كتابة روايتها.

## طاقم التمثيل
1923
- نيكول كيدمان في دور فيرجينا وولف
- ستيفن ديلان في دور ليونار وولف

1951
- جوليان مور في دور لورا براون
- جون ك. رايلي في دور دان براون
- توني كوليت في دور كاتي

2001
- ميريل ستريب في دور كلاريسا فوغان
- إد هاريس في دور ريتشارد براون
- كلير دينس في دور جوليا فوغان
- جوليان مور في دور لور براون (كبيرة في السن)

## الإصدار

### العرض الرسمي
عرض الفيلم لأول مرة في مدينتي نيويورك ولوس أنجلوس يوم عيد الميلاد سنة 2002. بعد أسبوعين حقق الفيلم 1,070,856 مليون دولار في إحدى عشرة صالة سينما، وفي 10 يناير 2003 عرض في 45 صالة سينما، وفي 14 فبراير عرض في 1003 صالة سينما في الولايات المتحدة وكندا.

### الميزانية والإيرادات
بلغت تكلفة إنتاج الفيلم حوالي 25 مليون دولار بينما حقق أرباحاً تقدر بـ 108,846,072 دولار.

### ردود النقاد
تلقى الفيلم مراجعات جيدة من مختلف النقاد حيث حصل على نسبة 81% على موقع الطماطم الفاسدة بناءً على 186 مراجعة.

وفي موقع ميتاكريتيك حصل الفيلم على معدل 81 نقطة من أصل 100 بناء على 39 مراجعة .وقد حصلت الشخصيات الأربع الرئيسية بالفيلم على إشادة النقاد وخاصة بـنيكول كيدمان لقيامها بدور فرجينيا وولف حيث فازت بالعديد من الجوائز من بينها جائزة الأوسكار لأفضل ممثلة.

### ترشيحات وجوائز
| الجائزة        | تاريخ الإقامة | الفئة              | الفائز أو المُرشح       | النتيجة |
| -------------- | ------------- | ------------------ | ---------------------- | ------- |
| جائزة الأوسكار | 23 مارس، 2003 | أفضل فيلم          | سكوت رودين وروبرت فوكس | رُشِّح     |
| جائزة الأوسكار | 23 مارس، 2003 | أفضل مخرج          | ستيفن دالدري           | رُشِّح     |
| جائزة الأوسكار | 23 مارس، 2003 | أفضل سيناريو مقتبس | ديفيد هير              | رُشِّح     |
| جائزة الأوسكار | 23 مارس، 2003 | أفضل ممثلة         | نيكول كيدمان           | فوز     |
| جائزة الأوسكار | 23 مارس، 2003 | أفضل ممثلة مساعدة  | جوليان مور             | رُشِّح     |
| جائزة الأوسكار | 23 مارس، 2003 | أفضل ممثل مساعد    | إد هاريس               | رُشِّح     |
| جائزة الأوسكار | 23 مارس، 2003 | أفضل مونتاج        | بيتر بويل              | رُشِّح     |
| جائزة الأوسكار | 23 مارس، 2003 | أفضل تصميم أزياء   | آن روث                 | رُشِّح     |
| جائزة الأوسكار | 23 مارس، 2003 | أفضل تصويرية       | فيليب غلاس             | رُشِّح     |

## وصلات خارجية
- مقالات تستعمل روابط فنية بلا صلة مع ويكي بيانات
- الموقع الرسمي